# کارل ویلسون بیکر
کارل ویلسون بیکر (انگلیسی: Karle Wilson Baker؛ ۱۳ اکتبر ۱۸۷۸ – ۸ نوامبر ۱۹۶۰) یک شاعر و نویسنده اهل ایالات متحده آمریکا بود.